# Japão nos Jogos Olímpicos de Inverno de 1980
O Japão competiu nos Jogos Olímpicos de Inverno de 1980, realizados em Lake Placid, Estados Unidos.